# Avsunviroidae
Avsunviroidae es una familia de viroides que en la actualidad se clasifican tres géneros, que incluyen cuatro especies diferentes de viroides.

## Características
Su genoma se compone de un ARN con una longitud de aproximadamente 246-375 nucleótidos. Este ARN es circular y monocatenario. Los círculos que forma son covalentes y se produce apareamiento de bases intramolecular. A excepción de los viroides de la familia Pospiviroidae, todos los miembros de este grupo carecen de una región conservada central.
Infectan plantas y en 2019 se reportaron infectando hongos, aunque también han demostrado poder replicarse en bacterias y algas. Un estudio de metagenómica (2022) ha detectado muchos ARN viroides no descubiertos que infectarían hongos, procariotas (arqueas y bacterias) y eucariotas unicelulares (algas uncelulares y protozoos), lo que sugiere que la diversidad de este grupo no se ha descubierto enteramente.

## Replicación
La replicación se produce en los cloroplastos en el caso de las plantas o algas, en otros huéspedes se producirá en el citoplasma. Las principales características de la replicación es que no necesita la ayuda del virus ayudante, ni las proteínas codificadas por este, para poder replicarse. A diferencia de la otra familia de viroides, Pospiviroidae, la familia Avsunviroidae se replica a través del mecanismo de replicación en círculo rodante. Se cree que las cadenas positivas de ARN son usadas como molde para formar hebras negativas con la ayuda de la enzima ARN polimerasa II. Las cadenas de ARN negativas son entonces escindidas y circularizadas por la actividad de la ribozima. Un segundo mecanismo de círculo rodante forma una hebra positiva que también se escinde por la actividad de ribozima y después se liga para ser circular. El sitio de replicación es desconocida, pero se cree que  se da en el cloroplasto y en presencia de los cationes divalentes Mg2+ 

## Estructura
Las predicciones de estructura han sugerido que existen como moléculas en forma de varilla con regiones de emparejamiento de bases que provocan la formación de algunos bucles de horquilla o tienen configuraciones ramificadas. 
La familia tiene cuatro tramos de nucleótidos conservados, guuuc, uc, ucag, C.Ade 5 'a 3', más sus emparejamientos Watson-Crick en el otro extremo del bucle. Esto es parte de su ribozima martillo. De lo contrario, hay poca similitud estructural en la familia. No tienen los motivos CCH, TCR o TCH conservados, que es una de las características que definen su separación de los Pospiviroidae.

## Taxonomía
- Familia Avsunviroidae
  - Género Avsunviroid; incluye una única especie Avocado sunblotch viroid
  - Género Pelamoviroid; incluye una única especie Peach latent mosaic viroid
  - Género Elaviroid; incluye dos especies; Chrysanthemum chlorotic mottle viroid y Eggplant latent viroid, siendo esta última la especie tipo del género.

## Detención
La falta de una larga región central conservada hace que Avsunviroidae sea más difícil de identificar que Pospiviroidae. Un método para detectarlos es usar su circularidad: una computadora puede juntar muchas lecturas superpuestas que parecen formar repeticiones cuando se colocan linealmente.